# FMA Ae.M.B.1
Die FMA Ae.M.B. Bombi war der erste und einzige in Lateinamerika entwickelte Bomber. Sie wurde von der argentinischen Fábrica Militar de Aviones in einer Kleinserie hergestellt.

## Geschichte
Die FMA Ae.M.B. Bombi war als Ersatz für die Breguet XIX vorgesehen, die schon seit dem Ende der 1920er-Jahre im Dienst der argentinischen Armee standen. Die Entwicklung begann 1932, wobei der Prototyp (Nummer 201) erst 1934 fertiggestellt wurde, da einige der benötigten Materialien (beispielsweise Aluminiumrohre) fehlten. Bei der Erprobung zeigten sich einige Mängel, die zu Änderungen am Prototyp und in der späteren Serienproduktion zwangen. So wurden der Motor und das Fahrwerk verkleidet und das Heck zur Verbesserung der Querstabilität vergrößert. Der Erstflug erfolgte am 9. Juni 1935 und Ende 1935 wurde der Bomber als Ae.M.B.1 auf der Base Aérea Militar (BAM) bei El Palomar bei Buenos Aires dem argentinischen Militär präsentiert. Die Serienversion erhielt gegenüber dem Prototyp ein geschlossenes Cockpit und eine geänderte Bewaffnung in Form eines kuppelartigen Glasturms mit zwei 7,65-mm-MGs von Madsen anstelle der britischen Lewis-MGs. Das erste (Nummer 202) von 14 Serienflugzeugen wurde am 6. März 1936 an die 2° División de Material Aeronáutico del Ejército, die letzten (Nummer 212 – 215) am 10. April 1936 ausgeliefert. Die Maschinen hatten anfangs mit Problemen beim Fahrwerk zu kämpfen, was am 1. März 1937 zu einem zwischenzeitlichen Flugverbot durch das Militär führte. So brach bei der 203 während Übernahmeversuchen das Fahrwerk auf der Startbahn und die Maschinen 207 und 214 verloren beim Rollen am Boden jeweils ein Rad. Insgesamt erwiesen sich die Maschinen als unzuverlässig und zu langsam. So verunglückte die 210 am 9. Juli 1936 und die 207 stürzte am 21. Dezember 1936 bei Despenaderos ab. Bei letzterem Unglück war der einzige Todesfall trotz der häufigen Unfälle der Bombi zu beklagen. Der Prototyp ging durch einen Pilotenfehler während des Trainings von Nachtlandungen am 5. Juni 1937 beim Anflug auf den Flughafen General Urquiza in Paraná verloren. Im Februar 1938 begann die Modifizierung zur Ae.M.B.2 mit überarbeitetem Fahrwerk, geänderten Tanks, einer größeren Tür und entferntem Waffenturm. Neun Maschinen wurden entsprechend modifiziert und später vor allem als Beobachtungs- und Transportflugzeug sowie zum Absetzen von bis zu fünf Fallschirmspringern und als Zielflugzeug eingesetzt. Als Bomber wurden Northrop 8A und Martin 139 angeschafft. Ende 1947 wurde die letzte Bombi außer Dienst gestellt.

## Konstruktion
Die FMA Ae.M.B. Bombi war ein als Tiefdecker konstruierter Bomber, dessen Rumpf aus Gewichtsgründen komplett mit Stoff bespannt war. Die Bewaffnung bestand aus einem kuppelartigen Glasturm mit zwei 7,65-mm-MGs von Madsen (der Turm beeinflusste die Flugeigenschaften negativ und wurde später einziehbar gestaltet), zwei 11,25-mm-MGs unter dem Rumpf und unter dem Rumpf angebrachten Bomben mit bis zu 450 kg Masse.

## Technische Daten
| Kenngröße             | Daten                                                                             |
| --------------------- | --------------------------------------------------------------------------------- |
| Besatzung             | 3                                                                                 |
| Länge                 | 10,90 m                                                                           |
| Spannweite            | 17,20 m                                                                           |
| Höhe                  | 2,80 m                                                                            |
| Flügelfläche          | 35 m²                                                                             |
| Leermasse             | 2120 kg                                                                           |
| max. Zuladung         | 1380 kg                                                                           |
| max. Startmasse       | 3500 kg                                                                           |
| Reisegeschwindigkeit  | 240 km/h (in 2100 m Höhe)                                                         |
| Höchstgeschwindigkeit | 285 km/h (in 2100 m Höhe)                                                         |
| Landegeschwindigkeit  | 105 km/h                                                                          |
| Dienstgipfelhöhe      | 6000 m                                                                            |
| max. Flughöhe         | 6700 m                                                                            |
| Reichweite            | 600 km                                                                            |
| Triebwerke            | ein Neunzylinder-Sternmotor Wright Cyclone SGR-1820F mit 526 kW (715 PS) Leistung |
| Bewaffnung            | - 7,65-mm-MGs auf dem Rumpf - 11,25-mm-MGs unter dem Rumpf - 400 kg Bomben        |